# Association Sportive de Cannes Football
L'Association Sportive de Cannes Football, o AS Cannes, és un club de futbol francès de la ciutat de Canes.

## Història
L'AS Cannes va ser fundada com a club poliesportiu l'any 1902. El club de futbol va ser creada el 1909 per l'impuls de Louis Grosso. Des del 1920 disputà el campionat del sud-est. El dia de Nadal de 1920 inaugurà l'estadi Louis Grosso derrotant l'Espanyol per 4-0. El porter Maurice Cottenet fou el primer jugador del club que jugà amb la selecció de futbol de França. Altres jugadors destacats d'aquells temps, també internacionals, foren Charles Bardot i Raoul Dutheil. Durant els anys 20, l'AS Cannes arriba a dues semifinals de la Copa de França, competició de la que es proclamà campio el 1932, derrotant successivament el SC Saint-Etienne, Mulhouse, Belfort, Lille i RC Paris, abans de derrotar el Racing Club de Roubaix a la final. A l'equip destacaren el capità Louis Clerc i el veterà de 43 anys William Aitken. Aquest mateix 1932 el club esdevingué professional, que perdé l'any 2004. Actualment (2008) competeix al Championnat National, la tercera divisió francesa.

## Palmarès
- 1 Copa francesa de futbol: 1932
- 1 Campionat de la Costa Blava de l'USFSA: 1910

## Jugadors destacats

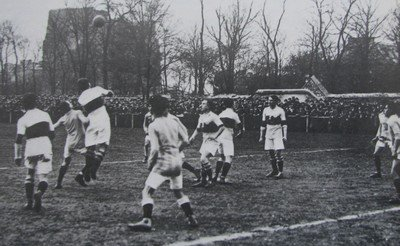
Cannes i Olympique Lillois a la Copa de França de 1920.

- Aljoša Asanović
- William Ayache
- Tal Banin
- Mathieu Beda
- Bruno Bellone
- Alen Bokšić
- Landry Bonnefoi
- Patrice Carteron
- Laurent Charvet
- Gaël Clichy
- Franck Durix
- Julien Escudé
- Julien Faubert
- Luis Fernández
- Sébastien Frey
- Marco Grassi
- David Jemmali
- Addick Koot
- Ruud Krol
- Francois Lemasson
- Laurent Leroy
- Cyriaque Louvion
- Peter Luccin
- Laurent Macquet
- Mickaël Madar
- Johan Micoud
- Hamed Namouchi
- François Omam-Biyik
- Carl Parisio
- Franck Priou
- Philippe Raschke
- Hakim Saci
- Amara Simba
- David Suarez
- Gerald Vanenburg
- Patrick Vieira
- Jonathan Zebina
- Zinédine Zidane